# Cyberpunk 2077
Cyberpunk 2077 (с англ. — «Киберпанк 2077») — компьютерная игра в жанре Action/RPG в открытом мире, разработанная и изданная польской студией CD Projekt. Действие игры происходит в 2077 году в Найт-Сити, вымышленном североамериканском городе из вселенной Cyberpunk, разработанной Майком Пондсмитом. Игрок управляет настраиваемым протагонистом по имени Ви, который работает наёмником и владеет навыками взлома и боя.
Игра была разработана с использованием движка REDengine 4 командой из примерно 500 сотрудников. Таким образом, штат разработчиков этой игры количественно превышал тот, который работал над предыдущей игрой студии, «Ведьмак 3: Дикая Охота». Консультантом по разработке стал создатель Cyberpunk Майкл Пондсмит, а канадский актёр Киану Ривз озвучил и обеспечил визуализацию одного из главных персонажей. Как и при разработке игры «Ведьмак 3: Дикая Охота», созданием музыкального сопровождения руководил польский композитор Марцин Пшибылович.
Игра была выпущена 10 декабря 2020 года на PlayStation 4, Windows и Xbox One. Выход игры на PlayStation 5 и Xbox Series X/S состоялся 15 февраля 2022 года. Среди критиков Cyberpunk 2077 получила преимущественно положительные отзывы. Главным образом за своё повествование, фабулу и графику, хотя некоторые из её игровых элементов вызвали неоднозначную реакцию рецензентов. В то же время игра активно критиковалась за серьёзное несоответствие релизной версии её образу, созданному громкой маркетинговой кампанией, а также за многочисленные ошибки функционирования в первые несколько месяцев после релиза и проявившиеся особенно сильно на консолях прошлого поколения. Ситуацию также усугубили предшествующие этому несколько переносов даты релиза игры. Сиквел Cyberpunk 2 был анонсирован в октябре 2022 года

## Игровой процесс

Скриншот игрового процесса, показывающий, как игрок выполняет миссию

Cyberpunk 2077 — игра от первого лица. Игрок управляет полностью настраиваемым персонажем по имени Ви. Значения HUD варьируются в зависимости от того, развитию каких умений игрок хочет уделить внимание: хакерству, техническим способностям или бою. Для установки имплантатов и обновления программного обеспечения Ви нужно обратиться к «риперу»; в то же время чёрные рынки предлагают возможности, по законам игровой вселенной доступные только военным. Редкость любого снаряжения показана соответствующим цветом их иконок. Ви может прятаться за препятствиями, стрелять, бегать, прыгать, совершать двойной прыжок и скользить. В игре представлено как оружие ближнего боя, так и дальнобойное оружие; последнее представлено в трёх типах, все из которых могут быть настроены под игрока и модифицированы: силовое (стандартное), электромагнитное (пробивающее стены и броню противника) и «умное» (с самонаводящимися пулями). Дальнобойное оружие обладает способностью отражать пули в направлении цели и замедлять их. Ви может наносить и получать четыре типа урона: физический, тепловой, электромагнитный и химический. Выполняя различные действия, игрок может повысить соответствующие навыки (например, повысить скорость перезарядки, если игрок часто будет перестреливаться с противниками). Игрок может модернизировать и улучшать оружие.
Игра может быть завершена без убийства кого-либо, с использованием несмертельного оружия и программного обеспечения.
Действие происходит в условиях открытого мира в вымышленном городе Найт-Сити, расположенном в Калифорнии. Найт-Сити состоит из шести районов: корпоративного центра города, заселённого иммигрантами Уотсона, роскошного Вестбрука, Хейвуда, контролируемой бандитами Пасифики и индустриального Санто-Доминго. Окрестности города, Пустоши, также могут быть изучены. Ви может перемещаться по этим местам пешком и на автомобилях; во время использования последних можно играть как от первого, так и от третьего лица. Пешеходы уязвимы перед дорожно-транспортными происшествиями. В зависимости от места происшествия, в случае совершения Ви преступления, могут быть призваны правоохранительные органы. Во время управления транспортным средством можно слушать радио. Полноценный динамичный цикл день — ночь и меняющаяся погода влияют на поведение неигровых персонажей. У Ви есть собственная квартира и гараж. В Найт-Сити есть неанглоязычные NPC, речь которых можно переводить с помощью специальных имплантатов. В игре реализована система секса и проституции. Так же, в настройках игры можно включить и выключить цензуру. Помимо этого, в игре доступны «брейндансы» — устройства, позволяющие персонажу просматривать отрывки воспоминаний других людей, переживая, в том числе, чувства и эмоции, которые те испытывали в момент записи. Взаимодействие с NPC и процесс выполнения квестов продвигается с помощью разветвлённых диалогов. Очки опыта даются за выполнение основных квестов и увеличивают статистику HUD; выполнение второстепенных квестов повышает репутацию игрока, благодаря чему становятся доступными новые навыки, продавцы, места и дополнительные квесты. Большинство второстепенных квестов даётся так называемыми «фиксерами». На протяжении всей игры Ви довольно часто выполняет задания не в одиночку, а в сопровождении с другими персонажами. Предметы, которые можно употреблять в пищу, такие как безалкогольные напитки, используются для временного изменения характеристик. Вы можете в любой момент осмотреть предмет в своём инвентаре. Дополнительная деятельность включает в себя автогонки, занятия хакерством, боксом, боевыми искусствами и стрельбой. Действия игрока во время основной сюжетной линии приводят к 9 различным игровым концовкам.

## Сюжет

### Место действия
Действие игры происходит в 2077 году в Найт-Сити, вымышленном мегаполисе на западном побережье Северной Америки. В соответствии с предысторией игры, после кризисов 1990-х годов Соединённые Штаты Америки распались, Лос-Анджелес был разрушен землетрясением; ряд бывших регионов страны — в том числе Свободные штаты Северной Калифорнии, где находится Найт-Сити, — превратились в территории, контролируемые мегакорпорациями. Власть частных компаний в мире Cyberpunk 2077 намного больше, чем власть государства, но контроль над частями города у них оспаривают преступные банды. Найт-Сити зависит от робототехники в таких повседневных вопросах, как сбор отходов, техническое обслуживание и общественный транспорт. Внешний вид Найт-Сити отсылает к различным эпохам, через которые прошёл город. В городе засилье бездомных; некоторые из них являются зависимыми от имплантатов и модификаций, ввиду чего в городе совершается очень много насильственных преступлений. С преступностью борются вооружённые силы в лице полиции и сил особого назначения, сформированные для чрезвычайных случаев, известные как MAX-TAC. Организация под названием Trauma Team предоставляет платные медицинские услуги — её выездные бригады представляют собой нечто среднее между скорой помощью и вооруженным спецназом. Из-за постоянной угрозы жизни всем гражданам разрешается открыто носить огнестрельное оружие.

### Сценарий
Игра начинается с выбора одного из трёх жизненных путей Ви. Все три варианта сходятся на том, что Ви начинает новую жизнь и обретает новых друзей: бандита Джеки Уэллса и хакершу Ти-Баг. В 2077 году фиксер Декстер ДеШон нанимает Ви и Уэллса, чтобы украсть таинственный биочип у корпорации «Арасака». Им удаётся украсть чип, но план срывается, поскольку они становятся случайными свидетелями смерти лидера мегакорпорации, Сабуро Арасаки, от рук его сына, Ёринобу. Тот скрывает убийство, заявляя, что его отец был отравлен, и запускает проверку службы безопасности. Tи-Баг убита штатными хакерами «Арасаки». Когда Ви и Уэллс убегают, начинается перестрелка; Джеки смертельно ранен, защитный футляр биочипа критически поврежден. Ви и Джеки уходят с места ограбления, но по пути в безопасное место Уэллс умирает от потери крови и отдаёт чип Ви, чтобы тот передал его в руки Декстера. Ви вынужден вставить биочип в свою голову, чтобы сохранить его работоспособность.
ДеШон в ярости из-за нежелательного внимания полиции, теперь обращённого в его сторону. Он стреляет Ви в голову и оставляет умирать на свалке, однако впоследствии ДеШона убьёт Горо Такэмура, бывший глава охраны Сабуро Арасаки. Горо помогает выжить протагонисту. Такэмура хочет вывести отцеубийцу Ёринобу на чистую воду. После пробуждения выясняется, что на чипе была записана личность Джонни Сильверхенда, знаменитого рокера, анархиста и террориста, погибшего в 2023 году, за полвека до начала игры после того, как он уничтожил прошлую штаб-квартиру «Арасаки» ядерным взрывом. Ви узнает от своего рипера Виктора Вектора, что пуля ДеШона активировала технологию биочипа, обеспечивающую воскрешение, но также запустила необратимый процесс, в результате которого воспоминания и личность Сильверхенда начали перезаписывать воспоминания Ви, заменяя их на собственные. Чип нельзя удалить, так как это приведёт к мгновенной смерти Ви. Протагонисту остаётся жить всего несколько недель, поэтому Ви начинает искать способ избавиться от Сильверхенда и при этом выжить. Переживая воспоминания Сильверхенда, Ви узнаёт, что в 2020-х годах подруга рокера, блестящий хакер Альт (Альтерра) Каннингем создала «Душегуб», искусственный интеллект, способный копировать сознание людей через свои нейронные связи. «Арасака» похитила Каннингем и заставила её создать версию «Душегуба» специально для корпорации, хранящую разумы в цифровой крепости «Арасаки», «Микоси». Сильверхенд возглавил спасательную операцию, чтобы спасти Каннингем, но не смог найти её до того, как «Арасака» применила на ней «Душегуб». Позже Джонни попытался отомстить, организовав нападение и термоядерный взрыв в штаб-квартире, но «Арасака» схватила его и также применила «Душегуб» против него. К 2077 году инженеры «Арасаки» становятся достаточно искусными в использовании технологии «Душегуба», чтобы начать публично рекламировать одну из его версий под рекламным лозунгом «Сохрани свою душу».
Ви остаётся перед выбором: атаковать Арасака-тауэр, чтобы получить физический доступ к «Микоси» и использовать «Душегуб», чтобы убрать Сильверхенда из своего мозга, или попытаться найти другой способ решения проблемы. В зависимости от действий игрока и ряда дополнительных миссий, выполненных на протяжении всей игры, Ви может выбрать между различными вариантами проведения атаки: позволить Сильверхенду воспользоваться своим телом и организовать атаку на Арасака-тауэр, организовать атаку с помощью сети союзников, собранных во время игры или провести «самоубийственную» атаку в одиночку, либо решить не атаковать вовсе и вместо этого покончить жизнь самоубийством (что немедленно завершает игру). Также протагонист может пойти на сделку с «Арасакой» и помочь ей возродить Сабуро Арасаку, чья личность была сохранена в таком же чипе, в теле Ёринобу Арасаки. Несмотря на это, после успешного использования «Душегуба» выясняется, что тело Ви необратимо повреждено. В зависимости от выбора игрока, Ви либо остается в своём теле и доживает свою короткую жизнь, либо позволяет Сильверхенду навсегда взять его себе; в этом случае Джонни показывает, что ценит этот жест, и покидает Найт-Сити, чтобы начать новую жизнь.

## История создания

### Концепция
Cyberpunk 2077 основана на настольной игре Майка Пондсмита Cyberpunk 2020. Основные элементы взяты из редакции «2020», но события игры развиваются в более позднем будущем, в 2077 году. Однако игра рассказывает о событиях, предшествующих ей. Сам Пондсмит активно участвовал в разработке Cyberpunk 2077, давая советы по механике игры. Важным является то, что игрок может создавать собственного персонажа и выбирать его класс, а не играть за заранее заданного героя, в отличие от предыдущего крупного проекта CD Projekt RED, серии игр «Ведьмак». При этом разработчики сохранили значимость сюжета, вплетая в историю созданного персонажа элементы его вымышленной биографии.
Описывая сюжет настольной игры Пондсмита, Адам Бадовский, руководитель студии, сказал, что его игры являются противостоянием сильных персонажей против превосходящих их числом противников, в качестве которых могли выступить корпорации, банды или другие группировки. Подобным образом CD Projekt RED подошла и к своей игре, сосредоточившись на историях персонажей, а не на войне корпораций, как в других крупных киберпанк-играх, например, Deus Ex. Событие игры происходит в Найт-Сити — огромном городе, находящемся где-то между Лос-Анджелесом и Сан-Франциско, построенным его основателем Ричардом Найтом. Улицы города описываются мрачными и дождливыми, как в фильме «Бегущий по лезвию».
Cyberpunk 2077 создавался по канонам «старого» киберпанка образца 1980-х годов. При разработке команда вдохновлялась книгами Уильяма Гибсона, в частности, «Нейромантом». CD Projekt RED показывает киберпанк правдоподобно в среде простых людей, а не повествует о сверхтехнологиях, использование которых могло бы разрушить мир игры, а это уже не та история, которую разработчики хотели рассказать. В Cyberpunk 2077 отражены проблемы людей, связанные с новыми технологиями. Бадовский описал игру словами: «В общем, это будет взрослая история для взрослых игроков». Датой событий игры выбран 2077 год для того, чтобы освежить концепцию киберпанка и привнести в неё что-то новое, говорит Адам, но также добавил, что «7» — это счастливое число.

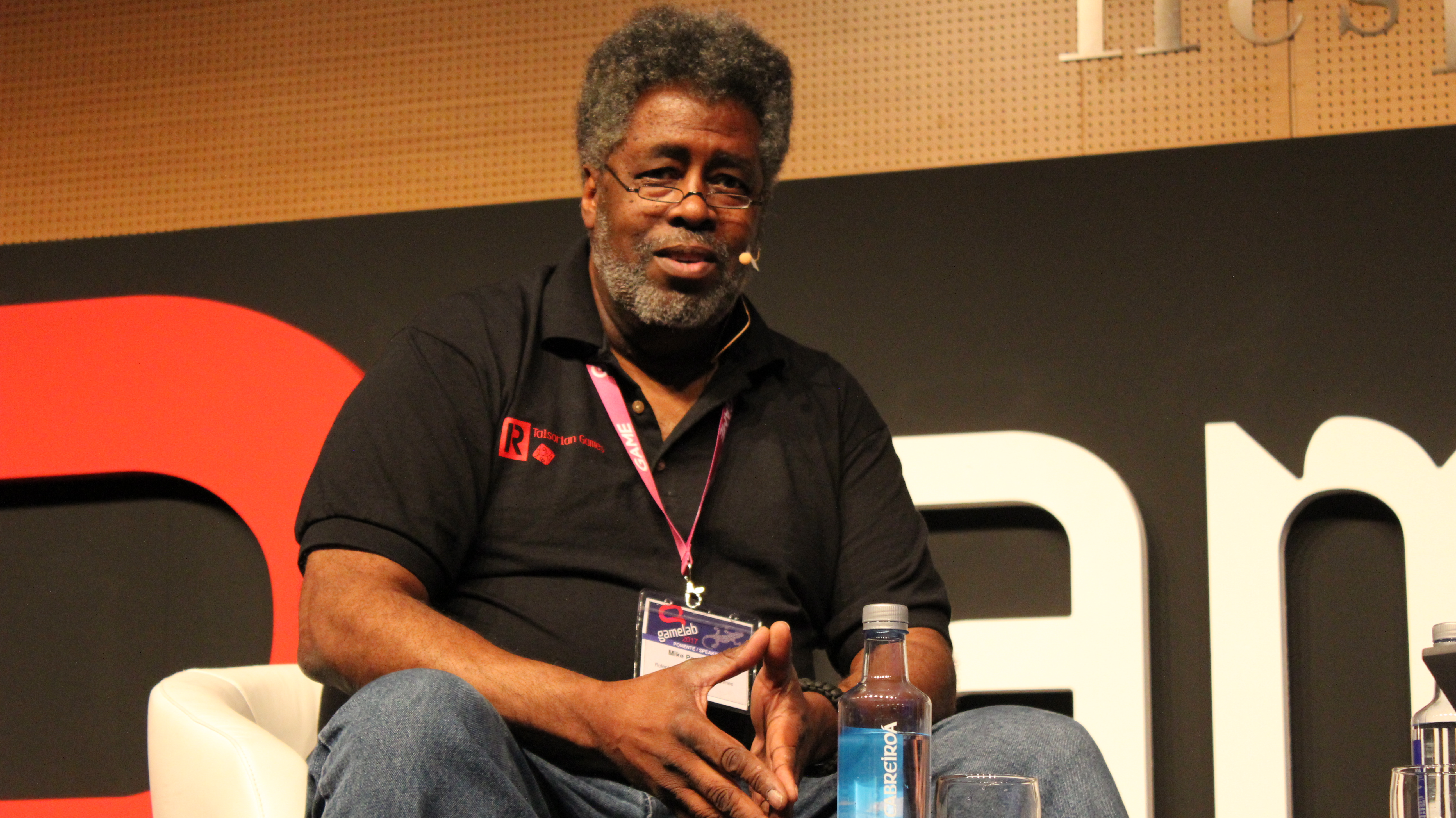
Майкл Пондсмит, автор настольной игры, по вселенной которой создавалась Cyberpunk 2077, с 2012 года активно сотрудничал с CD Projekt RED.

Описывая жанр игры, разработчик назвал Cyberpunk истинной ролевой игрой со всеми её особенностями. Однако добавил, что велась работа над механикой стрельбы и боя, так как это важно для игр подобного рода. Самой сложной задачей для себя разработчики считали совмещение навыков персонажа с умениями игрока, но у них имелось множество идей на этот счёт, заявил Адам. При создании ролевой части игры применялся весь опыт, накопленный за годы работы над «Ведьмаком». Важной частью является нелинейность игры, то есть достижение целей различными путями. Однако на этом не делался основной акцент, так как это уже было в других играх жанра. Разработчики перенесли в компьютерную игру особенности настольной предшественницы. Игра имеет открытый мир, поэтому часть событий завязана на сюжете, а другая — на исследовании мира. В демо, представленном на E3 2018, были продемонстрированы процесс создания персонажа, открытый мир, перестрелки, передвижение на транспорте, виды оружия, умения персонажа.
Особенности и нюансы прохождения зависят от выбранного игроком класса. По словам дизайнера квестов Cyberpunk 2077 Патрика Миллса, из оригинальной Cyberpunk 2020 было взято 3 класса: «Соло», «Технарь» и «Нетраннер». Также разработчики задумывались о реализме игры, присущей Cyberpunk 2020, в которой, например, при ранении руки её можно было потерять. В игре должен был учитываться урон по определённым имплантатам персонажа, что оказывает влияние на игровой процесс, так как повреждённые модули будут отключаться.
На вопросы о цвете, который олицетворял бы Cyberpunk, разработчик ответил, что конкретный фильтр будет использоваться в зависимости от его уместности в том или ином месте. По мнению Адама, цвет в игре — не более, чем эстетические предпочтения разработчика на момент создания игры. Но при этом отметил, что зачастую между цветом и произведением может возникнуть прочная ассоциация, например, как в «Матрице» с зелёным или в Deus Ex: Human Revolution с золотым. Адам считает, что киберпанк — «это смесь того, что мы знаем и чего мы не знаем». Поэтому в своей игре они аккуратно дополняли то, что уже известно, элементами киберпанка подобно Ghost in the Shell, то есть изобразить будущее, которое уже совсем близко. Неотъемлемой частью киберпанка являются импланты, возможность модификации собственного тела и последствия этого. В игре изображено влияние новых технологий. Например, добавил разработчик, на нашу жизнь сильно влияют новые виды общения (интернет), которых недавно не было ещё даже в фантазиях. Новые виды общения, в свою очередь, требуют новых норм поведения, определённой реакции на них. Адам приводит в пример технологию Google Glass, возможность снимать видео которых также требует урегулирования.

### Разработка и выпуск игры
Разработка Cyberpunk 2077 была начата в 2012 году. В том же году Майкл Пондсмит начал давать разработчикам консультации. Бюджетом игры была определена сумма в около 1,2 млрд злотых, что сделало её одной из самых дорогих игр в истории.
Игра вошла в этап предпроизводства с примерно 50 сотрудниками в штате. Со временем команда расширилась и стала количественно превосходить штат «Ведьмак 3: Дикая Охота». После выхода этой игры команда начала модернизировать свой движок REDengine 3 для Cyberpunk 2077. В ходе разработки CD Projekt Red сотрудничали с несколькими компаниями: с Digital Scapes для получения дополнительных инструментов разработки, с Nvidia для трассировки лучей, с QLOC для обеспечения качества, и с Jali Research для процедурной генерации синхронизации губ для всех десяти локализаций. В 2018 году CD Projekt Red заявили, что сосредоточены на оптимизации. Первоначально планировалось ввести в игру мультиплеер, но позже было решено внедрить в игру эту возможность после релиза.
Для наибольшего погружения в игру было решено сделать Cyberpunk 2077 игрой от первого лица. Кат-сцены было также решено делать от первого лица; все эти ходы преследовали цель обеспечить максимальное вживание игрока в роль и образ протагониста. Чтобы выразить идеи трансгуманизма, было решено исключить из игры какую-либо цензуру. Команда, разрабатывавшая квесты, сосредоточилась на том, чтобы дать игрокам возможность самим решать, в каком порядке они будут выполнять их. Второстепенные квесты часто создавались из неиспользованных частей основной сюжетной линии. В ходе разработки система анимаций была переделана для лучшей генерации движения мышц и улучшен захват движений, а компоненты игрового мира были созданы на основе готовых шаблонов. Повторно использовавшимся моделям изменяли цвет и добавляли аутентичные детали. В соответствии с отзывами после представления игры на E3 2018 Cyberpunk 2077 была переделана так, чтобы можно было пройти её без убийств. Также была убрана опция выбора пола персонажа между классическими «мужчина» и «женщина»; вместо этого были оставлены только «голос» и «тип тела».

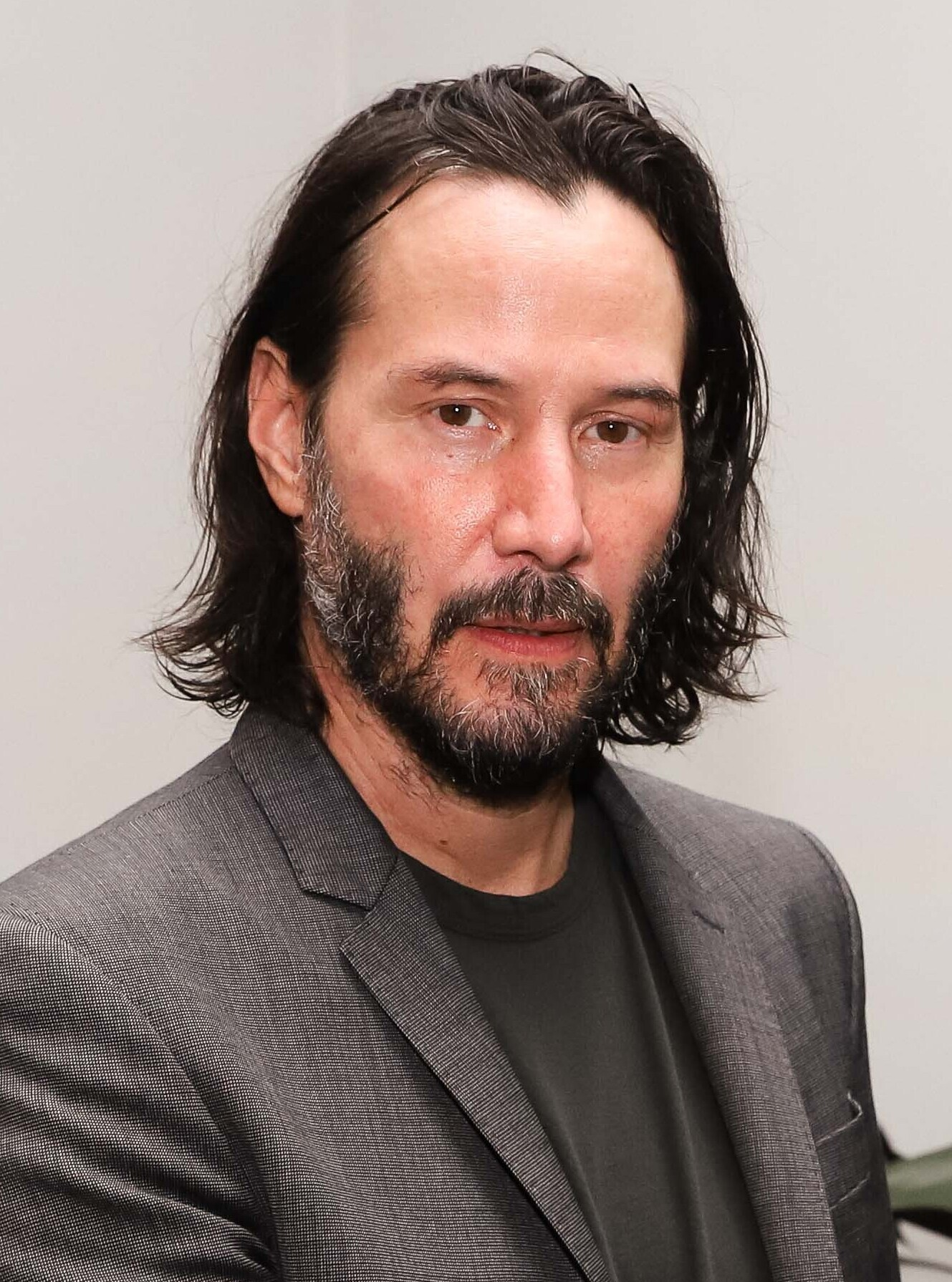
Канадский актёр Киану Ривз озвучил, а также подарил свою внешность одному из главных героев игры, Джонни Сильверхенду.

 Сценарий был написан на польском языке, после чего отдельная команда перевела диалоги на английский язык. Людям, переводившим игру на другие языки, кроме английского, были предоставлены как оригинальная польская версия, так и английская локализация. Английская локализация была основой для всех языковых версий, кроме польской, однако следовать ей не было основной задачей: переводчикам позволялось проявить творческий подход. Некоторые другие версии, например, русская, основывались на польском оригинале. Английская и польская озвучки записывались независимо друг от друга, как и некоторые другие локализации. Сценаристы принимали участие в записи польских диалогов, предоставляя актёрам дополнительную информацию о персонажах и контексте ситуации, помогая им вживаться в роль. Диалоги, ранее записанные на польском или английском языках, могли быть предоставлены авторам более поздних версий для правильной передачи эмоций актёрами. Польские и английские актёры могли предлагать внести изменения в диалоги; некоторые из таких предложений были одобрены.
Найт-Сити был спроектирован при участии профессиональных ландшафтных дизайнеров, а его архитектура была создана в стиле брутализм. К августу 2018 года основная сюжетная линия была полностью завершена и введена в игру. Почти весь контент был доделан к середине 2019 года, а остальная часть разработки была сосредоточена, в основном, на «шлифовке». В октябре 2020 года Cyberpunk 2077 был выпущен в производство.
Проекты Марчелло Гандини, созданные в 1980-х—1990-х годах, послужили прототипом для большей частей автомобилей. В июле 2018 года канадский актёр Киану Ривз был утверждён на роль Джонни Сильверхенда. По условиям контракта он должен был подарить персонажу внешность, озвучить его и исполнить соответствующие действия для захвата движения. Реплики Сильверхенда в конечном счёте количественно уступили только диалогам Ви.
Cyberpunk 2077 была анонсирована в мае 2012 года. Первые трейлеры для игры были выпущены в январе 2013 года на E3 2018 и на E3 2019. Изначально был подтверждён выход игры для компьютеров на Microsoft Windows, а на E3 2018 был анонсирован и выход игры на PlayStation 4 и Xbox One. Релиз на Stadia был подтверждён в августе 2019 года. На E3 2019 была объявлена первоначальная дата выпуска игры, 16 апреля 2020 года. Впоследствии она несколько раз переносилась: сначала на 17 сентября, затем на 19 ноября, и, наконец, на 10 декабря. Порт на консоли девятого поколения (Xbox Series X/S и PlayStation 5) был анонсирован и запланирован выход на 2021 год. Было объявлено, что владельцы Xbox One и PlayStation 4 смогут бесплатно загрузить игру на соответствующих моделях следующего поколения, а запуск многопользовательской версии игры планируется после 2021 года. 10 декабря 2020 года игра была выпущена на PC, PlayStation 4 и Xbox One. Релиз для консолей Xbox Series X/S и PlayStation 5 состоялся 15 февраля 2022 года с выходом Next-Gen патча.
В конце мая 2024 года появилась информация из презентации компании для инвесторов из которой следовало, что разработка игры полностью завершена, а команда проекта переброшена на разработку новой игры в серии «Ведьмак» и Cyberpunk Project Orion.
2 апреля 2025 года было объявлено, что полное издание Cyberpunk 2077 с подзаголовком Ultimate Edition будет выпущено на консоль Nintendo Switch 2 в день её выхода, 5 июня 2025 года, как одна из игр стартовой линейки. 17 июля 2025 года Ultimate Edition станет доступно на macOS.

## Саундтрек
В создании музыкального сопровождения к игре принимали участие три композитора: поляки Марцин Пшибылович и П. Т. Адамчик, а также британец Пол Леонард-Морган. Все трое имели опыт написания саундтреков к компьютерным играм — Пшибылович и Адамчик ранее работали с CD Projekt RED соответственно над играми «Ведьмак 3: Дикая Охота» и «Гвинт: Ведьмак. Карточная игра», в то время как Леонард-Морган был известен как автор музыки к Warhammer 40,000: Dawn of War II. Марцин Пшибылович и П. Т. Адамчик работали в штаб-квартире CD Projekt RED в Польше, в то время как Пол Леонард-Морган — удалённо, из Лос-Анджелеса; он присоединился к команде разработчиков позже остальных, проработал над игрой «всего лишь три года» и даже не встречался с коллегами вживую в первый год работы — впрочем, уже после первого разговора по Skype Леонарду-Моргану казалось, что он знает Пшибыловича и Адамчика всю жизнь. Втроем композиторы написали более восьми часов музыки, непосредственно сопровождающей игровой процесс.
Первое время работы над игрой — от шести до девяти месяцев — они находились в состоянии «творческой прокрастинации»; Адамчик считал, что композиторы вплоть до последнего года разработки работали и далеко не так усердно, как могли бы. Леонард-Морган отвечал ему, что за эти первые месяцы была сделана важнейшая вещь — подобрана «палитра», общее представление о том, как должна звучать музыка Cyberpunk 2077. При создании музыкального сопровождения трио композиторов вдохновлялось такими жанрами, как рейв, IDM и индастриал. Аналоговые синтезаторы использовались на пределе возможности. Марцин Пшибылович отметил, что в саундтреке к Cyberpunk 2077 присутствуют скрытые отсылки к «Ведьмак 3: Дикая Охота». Композиторы заявляли, что при создании саундтрека к Cyberpunk 2077 старались создать что-то новое, ранее не встречавшееся. Вдохновение они искали в самой игре, её вселенной, квестах. У каждого из композиторов были свои персональные источники вдохновения из игровой вселенной: П. Т. Адамчик вдохновлялся персонажем Джонни Сильверхендом, Леонард-Морган — корпорацией «Арасака», а Пшибылович — киберпространством. Помимо этого, П. Т. Адамчик в ходе работы прослушивал некоторые образцы польской, украинской и русской электронной музыки. Через треки композиторы старались показать своё восприятие игры и отношение к ней. Они решили избежать сходства саундтрека с музыкой 1980-х годов. Для этого было решено использовать приём искажения звучания инструментов: сначала звуки многих электронных инструментов, таких как электронный барабан или электровиолончель, записывались в своём изначальном звучании, затем искажались на вокодере. Поначалу в качестве инструмента использовался синтезатор старой модели, Roland Jupiter-4. Впоследствии от него отказались, чтобы не придавать музыке нотки ретрофутуризма.
По словам композиторов, главной целью саундтрека было вдохнуть в игру жизнь. Тематику игры они сравнивали с тематикой фильма «Матрица». В соответствии с жанром киберпанк, в стилистике которого создана игра, они старались передать конфликт между человеком и обществом, технологиями, протест против контроля. Использованные жанры реконструировались так, чтобы могли ложиться в канву игрового повествования. Таким образом, например, музыкальное сопровождение для боя базировалось на разновидностях танцевальной музыки. В ходе работы композиторское трио разделилось по нескольким фронтам работ. Пшибылович сфокусировался на создании треков, связанных с бандами Найт-Сити, а также брейндансами. П. Т. Адамчик писал мелодии, относящиеся к Джонни Сильверхенду, а также группировке «Кочевники» и района Пустоши, который они населяют. Леонард-Морган работал, в основном, над композициями, связанными с Найт-Сити. По словам Пшибыловича, им удалось создать хаотичный и разнообразный саундтрек, отличный от всего, что могли ожидать игроки.
Музыка в игре может меняться в зависимости от того, в каком направлении развивается сюжет. Так, с учётом того, как игрок поступит с лидером банды «Мальстрём» в одном из первых квестов, будут играть разные треки. По этому поводу Марцин Пшибылович в интервью порталу Inverse прокомментировал это так: «Игра — это, как я люблю её называть, живой, дышащий, организм со способностью к взаимодействию и адаптированию. Поэтому музыка должна сработаться с разветвлённым сюжетом игры и нелинейным повествованием».
К работе над саундтреком было привлечено множество реальных исполнителей. Среди них были рэпер ASAP Rocky, певица Граймс, рок-группы Health и Refused. Все артисты указаны под внутриигровыми псевдонимами. Так, Граймс значится как Lizzy Wizzy, а ASAP Rocky — как TELO$. Refused уделена особая роль, так как они выступают в качестве Samurai — рок-группы, за которую в прошлом выступал Джонни Сильверхенд. Песни реальных артистов не играют в течение обычного игрового процесса, но их можно услышать, настраиваясь на те или иные внутриигровые радиостанции; общая продолжительность этой музыки для радио превышает 12 часов. Официальный саундтрек к игре был выпущен в виде двух альбомов, вышедших соответственно 11 и 18 декабря 2020 года. Адамчик с гордостью называл альбом Cyberpunk 2077 Original Score EP, выпущенный одновременно с игрой, «концертным» — по его словам, композиторы тщательно отбирали и обрабатывали треки, чтобы создать для слушателя максимальное погружение во вселенную Cyberpunk; Пшибилович и Леонард-Морган считали такое название шуткой — всё-таки треки для альбома записывались в студии.

## Восприятие

### Отзывы критиков

#### Общие тенденции
| Сводный рейтинг       | Сводный рейтинг                                                   |
| Агрегатор             | Оценка                                                            |
| --------------------- | ----------------------------------------------------------------- |
| Metacritic            | (PC) 86/100 (PS4) 57/100 (XONE) 61/100 (PS5) 75/100 (XSXS) 87/100 |
| OpenCritic            | 76/100                                                            |
| «Критиканство»        | 84/100                                                            |
| Иноязычные издания    |                                                                   |
| Издание               | Оценка                                                            |
| Edge                  | 7/10                                                              |
| Game Informer         | (PC) 9/10                                                         |
| GameSpot              | (PC) 7/10                                                         |
| GamesRadar+           | [ 129 ]                                                           |
| GameStar              | (PC) 91/100                                                       |
| IGN                   | (PC) 9/10 (PS4/XONE) 4/10                                         |
| Jeuxvideo.com         | (PC) 17/20 (PS4/XONE) 7/20                                        |
| PC Gamer (US)         | (PC) 78/100                                                       |
| Русскоязычные издания |                                                                   |
| Издание               | Оценка                                                            |
| 3DNews                | 9/10                                                              |
| PlayGround.ru         | 6/10                                                              |
| Riot Pixels           | 84 %                                                              |
| StopGame.ru           | Похвально                                                         |
| «Игромания»           | [ 140 ]                                                           |
| «Игры Mail.ru»        | 10/10                                                             |
| «Канобу»              | 10/10                                                             |

Согласно агрегатору рецензий Metacritic, версия игры для ПК получила преимущественно положительные оценки игровых ресурсов со средневзвешенной оценкой 86 баллов из 100. Критики положительно оценили красивый и детализированный мир, проработку персонажей и второстепенных квестов, а также ролевую составляющую проекта. Среди недостатков рецензенты отметили большое количество ошибок и плохую оптимизацию игры. По мнению журналиста издания VentureBeat, у разработчика получился «крупнобюджетный аттракцион с увлекательными квестами в богатом антураже, но не более». Часть критиков оставили отрицательные отзывы за наличие сцен, способных вызвать эпилептический припадок у людей, страдающих данным недугом, ссылаясь на ряд частных случаев. При этом критики-женщины, оставившие негативные отзывы, стали мишенью целенаправленной травли со стороны части геймерского сообщества. Часть игровых изданий, ссылаясь на мнение игрового сообщества, наоборот, выражали возмущение по поводу того, что игра получила завышенные оценки со стороны критиков, и что Cyberpunk 2077 стала характерным примером того, что мнение критиков сильно расходится с мнением геймерского сообщества.
Версии игры для игровых приставок получили оценку в 57 баллов из 100 на PlayStation 4 и 61 балл из 100 на Xbox One. Рецензенты отметили многочисленные технические проблемы на базовых версиях игровых консолей. Критик издания IGN Дестин Легари считает, что «версии для PlayStation 4 и Xbox One находятся в неприемлемом состоянии», при этом добавив, что «игрокам следует воздержаться от игры, пока не будут устранены проблемы с производительностью». Версии для PlayStation 5 и Xbox Series X/S же были оценены куда лучше — 75 и 87 баллов из 100 соответственно.
От критиков из специализированных игровых изданий Cyberpunk 2077 получила преимущественно положительные отзывы. Большинство рецензентов сходились в положительном мнении о сюжете, персонажах, квестах, системе настройки и развития персонажа, игровом мире. При этом многие рецензенты единодушно отмечали обилие ошибок функционирования как существенный недостаток игры. Помимо этого, нарекания, хотя и не единогласные, вызвали продолжительность сюжета, игровой интерфейс и искусственный интеллект игровых врагов.

#### Критика содержания
Обозревательница Келли Пледж с портала GameSpot оценила Cyberpunk 2077 в 7 из 10 баллов, в качестве положительных сторон игры отметив многообразие и гибкость настройки персонажа, интересную систему боя, второстепенные квесты и проработанность персонажа Джонни Сильверхенда, а недостатками назвала наличие большого количества «неосмысленной» активности и «поверхностных» сюжетных линий, не имеющих ярко выраженной цели и не позволяющих понять игровой мир, местами неудачное, неточное и «даже оскорбительное» представление разных культур, показанных в игре, и большое количество технических проблем, которые невозможно игнорировать при всём желании. Том Маркс из IGN отметил баги и прочие технические ошибки как основной недостаток Cyberpunk 2077. По его словам, они «могут очень серьёзно испортить настроение», так как встречаются часто. Незначительной отрицательной стороной Маркс отметил то, что основная сюжетная линия оказалась «короче, чем ожидалось», а среди положительных перечислил игровой мир, разнообразие настроек персонажа, интересные квесты и сюжет. По итогу он оценил Cyberpunk 2077 в 9 из 10 баллов, назвав её «поистине замечательной RPG». На портале GamesRadar также раскритиковали игру за недостаточно продолжительный основной квест, однако по итогам обзора игра получила от этого издания высший балл — 5 из 5 звёзд. Критик Сэм Ловеридж особо отметил игровой мир и наличие в игре большой свободы выбирать, как будет развиваться сюжет и по какой тактике следует сражаться с противниками.

#### Критика технической стороны
Эндрю Райнер из Game Informer высоко оценил игру, поставив ей 9 из 10 баллов. Ему понравились её концепция, проработанность и разнообразие игрового мира, музыкальное сопровождение. Особо рецензент отметил персонажа Джонни Сильверхенда. Недостатками игры Райнер назвал обилие технических и визуальных ошибок и непроработанный искусственный интеллект противников. Джеймс Дейвенпорт из PC Gamer также затронул тему технических проблем. По его мнению, именно они являются главной проблемой игры и мешают наслаждаться ей в полной мере. Дейвенпорт поставил Cyberpunk 2077 оценку в 78 из 100 баллов, отнеся к самым ярким достоинствам игры её персонажей, сюжет, а также игровой мир. В российском издательстве «Игромания» написали, что игра хороша визуальным дизайном, сюжетом, проработанной ролевой системой, «приятными» экшен-элементами, а также кат-сценами, грамотно поставленными с учётом игры от первого лица. В качестве негативных сторон рецензент Денис Павлушкин отметил баги, плохо проработанную систему ближнего боя и медленный темп повествования. В заключение критик написал: «Cyberpunk 2077 — один из тех редких долгостроев, который сполна оправдывает годы ожидания. Он не претендует на революцию в жанре, но ему это совершенно ни к чему: у CD Projekt Red в любом случае получилась чертовски увлекательная RPG, которую есть за что любить». Игра получила от «Игромании» высший балл (5 из 5). Алексей Егоров из «Канобу» также поставил Cyberpunk 2077 максимальную оценку (10 из 10), особо отметив сюжет игры и её персонажей, в качестве основного недостатка отметив неидеальный игровой интерфейс. Денису Щенникову из 3DNews понравился стиль игры, проработанный игровой мир, который, как выразился критик, «можно считать одним из главных героев Cyberpunk 2077», система диалогов, комплексная система развития персонажа и вариативный игровой процесс. При этом ему не понравились перегруженный интерфейс, технические ошибки и наличие несбалансированности. Один из наиболее негативных обзоров на игру вышел на сайте PlayGround.ru. От местного рецензента Cyberpunk 2077 получил всего 6 баллов из 10. Из достоинств игры на портале отметили её сюжет, персонажей, графику и диалоги. В противовес мнению большинства рецензентов, критику не понравились игровой мир и геймплей. Помимо этого, недостатками были названы технические ошибки и искусственный интеллект врагов. По итогам своего обзора рецензент назвал игру «кривой и сырой одой нереализованному потенциалу и чрезмерно раздутым амбициям».

### Продажи
Количество предзаказов игры на всех платформах составило 8 миллионов копий; это позволило окупить затраты на производство и маркетинг уже на старте продаж. По оценкам CD Projekt RED, за первые 10 дней после выпуска игры было продано более 13 миллионов копий игры на всех платформах — как физических, так и цифровых версий, с учётом уже оформленных возвратов.
По данным аналитической компании SuperData, Cyberpunk 2077 установила исторический рекорд по стартовым цифровым продажам: за первый месяц было продано 10,2 миллиона цифровых копий игры, около 80 % из которых приходится на ПК. Аналитики полагают, что на высокий уровень продаж на ПК повлияло изъятие игры из магазина PS Store через неделю после выпуска игры.
По оценке исследовательской фирмы M Science, после первых недель цифровые продажи игры резко упали, составив за январь-март 2021 года около 500 тысяч копий. В июне 2021 года CD Projekt RED отказалась обнародовать данные о продажах игры, объяснив это тем, что обычно сообщают такую информацию при достижении каких-либо «круглых чисел». Журнал Forbes отметил, что учитывая продажу в декабре 2020 года 13,7 миллионов копий, «круглым числом» можно было бы считать 15 миллионов, но похоже, что за полгода продажи не достигли даже этой отметки. В апреле 2022 года CD Projekt заявила, что общее количество проданных копий на всех платформах составило 18 миллионов. По данным компании GfK Entertainment, Cyberpunk 2077 стала самой продаваемой видеоигрой в России по итогам первой половины 2022 года.

### Претензии к качеству консольных версий игры
До выпуска игры компания CD Projekt RED показывала игру, в основном, на PC, и лишь перед самым выходом выпустила короткие ролики с демонстрацией игрового процесса на PlayStation 4 Pro, PlayStation 5, Xbox One X и Xbox Series X/S. Работа игры на младших консолях линейки восьмого поколения, однако, продемонстрирована не была. Кроме того, разработчики не предоставили консольных версий журналистам для обзоров, а в самих обзорах было разрешено использовать только предварительно записанный геймплей.
После выхода игры пользователи базовых версий PlayStation 4 и Xbox One пожаловались на практически неиграбельные версии игры. В версиях для обеих консолей наблюдались графические артефакты, падения частоты кадров и частые подзагрузки окружения и текстур. По данным Digital Foundry, Cyberpunk 2077 на PlayStation 4 работает с разрешением 720—900p (для сравнения, на PlayStation 4 Pro разрешение игры держится в районе 1080p), а частота кадров при этом в некоторых местах падает до 15.
14 декабря компания CD Projekt RED официально прокомментировала ситуацию, извинившись за проблемный старт и анонсировав работу над двумя большими обновлениями, которые должны выйти в январе и феврале 2021 года и призваны исправить самые серьёзные проблемы игры на консолях предыдущего поколения. По словам разработчиков, консольные версии (в частности, качество картинки) после патчей не изменятся радикально; основной приоритет для CD Projekt RED — сделать так, чтобы игру можно было пройти до конца без серьёзных проблем на Xbox One и PS4. Также студия пообещала вернуть средства, потраченные на покупку игры, всем желающим. Однако игроки, запросившие возврат средств за цифровые копии игр, начали получать отказы от поддержки Sony и Microsoft, призывающие дождаться выхода патчей в январе и феврале.
Пользователи начали массово занижать рейтинг консольных версий Cyberpunk 2077 на сайте агрегатора рецензий Metacritic, а команда сайта OpenCritic вывесила на своём сайте предупреждение о том, что производительность и отзывы игроков на PlayStation 4 и Xbox One существенно отличаются от ПК и консолей нового поколения. Предупреждение планируется оставить на сайте до февраля 2021 года. Персонал OpenCritic, а также ряд игровых журналистов, посчитали, что CD Projekt RED намеренно скрыла состояние Cyberpunk 2077 на старых консолях. По словам разработчиков, версии игры для PlayStation 4 и Xbox One не были предоставлены прессе по той причине, что работы над ними шли «вплоть до последних минут». Sony и Microsoft полагали, что разработчики успеют исправить консольные версии к выпуску, благодаря чему игра прошла сертификацию в их магазинах.
18 декабря 2020 года компания Sony изъяла игру из своего цифрового магазина PlayStation Store и предложила покупателям вернуть денежные средства. Компания заявляет, что игру вернут в магазин после «особого распоряжения». 15 июня 2021 года было объявлено, что 21 июня игра вернётся в магазин, хотя Sony по-прежнему не может гарантировать её нормальное функционирование на базовой модели PlayStation 4.
25 декабря 2020 года юридическая фирма Rosen объявила о подаче коллективного иска в суд на CD Projekt RED группой инвесторов за «введение в заблуждение». По словам юристов, польская студия пыталась намеренно скрыть факт плохого технического состояния версии игры на PlayStation 4 и Xbox One. Иск уже зарегистрирован, и в настоящее время ведутся поиски лица, которое будет проходить по этому делу как ведущий истец.
В феврале 2022 года на консолях и ПК вышел крупный патч 1.5, который исправил многочисленные технические проблемы и было добавлено 4K-разрешение с динамическим масштабированием, трассировка лучей, а также специальные возможности для контроллера к PlayStation 5. Кроме этого, разработчики поправили поведение искусственного интеллекта противников, изменили баланс предметов и оружия.

### Награды
| Год  | Награда                            | Категория                                            | Результат | Прим.           |
| ---- | ---------------------------------- | ---------------------------------------------------- | --------- | --------------- |
| 2018 | Game Critics Awards                | Особая награда за графику                            | Победа    | [ 167 ]         |
| 2018 | Game Critics Awards                | Особая награда за инновацию                          | Победа    | [ 167 ]         |
| 2018 | Golden Joystick Awards             | Самая ожидаемая игра года                            | Победа    | [ 168 ]         |
| 2018 | Gamers’ Choice Awards              | Самая ожидаемая игра                                 | Номинация | [ 169 ]         |
| 2019 | Game Critics Awards                | Особая награда за графику                            | Победа    | [ 170 ]         |
| 2019 | Golden Joystick Awards             | Самая ожидаемая игра                                 | Победа    | [ 171 ]         |
| 2020 | 18th Visual Effects Society Awards | Outstanding Animated Character in a Commercial (Dex) | Победа    | [ 172 ]         |
| 2021 | Steam Awards                       | Лучшая игра с выдающимся сюжетом                     | Победа    | [ 173 ] [ 174 ] |
| 2021 | Steam Awards                       | Игра года                                            | Номинация | [ 173 ] [ 174 ] |
| 2022 | Steam Awards                       | Любимое дитя                                         | Победа    | [ 175 ]         |

## Cyberpunk 2077: Phantom Liberty
В августе 2022 года CD Projekt RED анонсировала сюжетное дополнение к игре Cyberpunk 2077 — Phantom Liberty. Это дополнение стало единственным сюжетным дополнением к Cyberpunk 2077, так как Phantom Liberty стал последним проектом CD Projekt RED, разработанным на её собственном движке REDengine. После выхода Phantom Liberty компания полностью перешла на движок Unreal Engine 5.
Дополнение стало «шпионским триллером», его действия происходили в новом районе Найт-Сити. В первом трейлере к Phantom Liberty главный герой Ви давал клятву «верно служить Новым Соединённым Штатам Америки», однако голос Джонни Сильверхенда в его голове отмечал, что это была плохая идея.
Актёр Киану Ривз вернулся к роли Джонни Сильверхенда в Phantom Liberty. Роль нового героя — Соломона Рида — сыграл Идрис Эльба. К работе над дополнением CD Projekt RED привлекли модель и бывшую порноактрису Сашу Грей, голосом которой должен заговорить новый персонаж игры Эш — диджей на игровой радиостанции Growl FM (Рык FM). В сентябре был выпущен альбом с музыкой радиостанции и документальный фильм о её создании. Всего в разработке дополнения было задействовано 350 сотрудников CD Projekt RED.
Выход дополнения состоялся 26 сентября 2023 года.

## Сиквел
В октябре 2022 года CD Projekt RED анонсировала разработку нескольких новых игр, в том числе сиквела Cyberpunk 2077, разрабатывающийся под кодовым названием «Project Orion». Разработка сиквела должна была начаться к концу 2023, однако начало разработки было отложено до 2024 года.
9 января 2024 года CD Projekt RED объявила о завершении предпродакшена и перехода разработки игры в активную фазу, основная часть времени на разработку игры в 2024 ушло на исследовательские работы и обсуждение идей для сиквела.
22 февраля 2024 года геймдиректор Project Orion Габриэль Аматанджело заявил о том, что готовы несколько прототипов игры, а также наброски артов и сюжета.
28 мая 2025 года стало известно, что игра перешла на стадию предварительного производства.

## Прочее

### Cyberbang 2069
В январе 2022 года вышла порнопародия на основную игру, в которой имеется возможность заводить отношения с различными персонажами, которые когда-либо встречались в игре и которым, по мнению разработчиков, «не уделили экранного времени». Команда из CD Projekt Red также обратила внимание на проект, оценив его положительно.

## Расширенная Вселенная
В сентябре 2020 года американское издательство Dark Horse Comics выпустило комикс Cyberpunk 2077: Trauma Team, рассказывающий историю девушки Нади, работающей в Trauma Team — частной медицинской компании, занимающийся экстренным спасением жизней богатых клиентов. Комикс был создан в сотрудничестве с CD Projekt RED.
В октябре 2022 года CD Projekt RED объявила, что в августе 2023 года выпустит роман Cyberpunk 2077: No Coincidence («Cyberpunk 2077: Нет совпадения»). По словам представителей компании, роман будет посвящен «группе незнакомцев, которые исследуют опасности Найт-Сити», а его автором станет польский писатель-фантаст Рафал Косик, ранее работавший над сценарием аниме Cyberpunk: Edgerunners.

### Киберпанк: Бегущие по краю
13 сентября 2022 года на стриминговом сервисе Netflix вышел 10-серийный аниме-сериал Cyberpunk: Edgerunners. Аниме создала японская компания Studio Trigger в тесном сотрудничестве с польской CD Projekt Red, а его режиссёром стал Хироюки Имаиси.
События аниме развиваются в той же Вселенной, что и игра Cyberpunk 2077, и также как и в игре основное действие сериала Cyberpunk: Edgerunners происходит в городе Найт-Сити. Однако в сериале рассказывается новая история с новым составом главных героев, а действие происходит примерно за год до событий игры Cyberpunk 2077.
Главный герой сериала Дэвид Мартинес — молодой парень из бедной латиноамериканской семьи, живущий в квартире со своей матерью и учащийся в академии корпорации «Арасака». После внезапной смерти матери прежняя жизнь парня заканчивается, и он присоединятся к одной из уличных банд Найт-Сити, установив себе военный имплантат, давшим ему огромные физические способности.
Рецензенты отмечали достаточно простой сюжет аниме, но при этом хвалили зрелищный экшен, харизматичных персонажей, любовную историю Дэвида и девушки-нетраннера Люси и яркую атмосферу Найт-Сити. При этом аниме имело множество отсылок к игре. В сериале было детально воссоздано множество локаций, которые присутствовали в игре, например бар «Посмертие» и башня корпорации «Арасака», а в игре можно добраться до мест, которые были показаны в сериале. В аниме звучит музыка из игры Cyberpunk 2077, из неё же в сериал были перенесены дизайн техники и звуковые эффекты вроде звонка коммуникатора. В сериале появляются такие персонажи игры как Бестия, Клэр Рассел и Адам Смэшер.
Сериал получил высокие оценки от зрителей и критиков. После успешного выхода аниме значительно вырос интерес у игроков к игре Cyberpunk 2077. Игровой обозреватель Forbes Пол Тасси отмечал, что Cyberpunk: Edgerunners заставляет посмотреть на Cyberpunk 2077 под другим углом, превращая сюжетную линию с Адамом Смэшером в «историю мести» за Дэвида и Ребекку.

### Комментарии
1. ↑  Перед началом игры игрок может настроить голос, черты лица, причёску, телосложение, модификации тела, прошлое и одежду своего персонажа[16].
2. ↑  англ. Night City (дословно — «ночной город», или «город ночи»; название дано в честь основателя города — Ричарда Найта)
3. ↑  англ. Watson
4. ↑  англ. Westbrook
5. ↑  англ. Heywood
6. ↑  англ. Pacifica
7. ↑  англ. Santo Domingo
8. ↑  англ. Badlands